# Krivogaštani
Krivogasjtani (Macedonisch: Кривогаштани) is een gemeente in Noord-Macedonië.
Krivogasjtani telt 6.150 inwoners (2002). De oppervlakte bedraagt 93,57 km², de bevolkingsdichtheid is 65,7 inwoners per km².